# Allen Lard

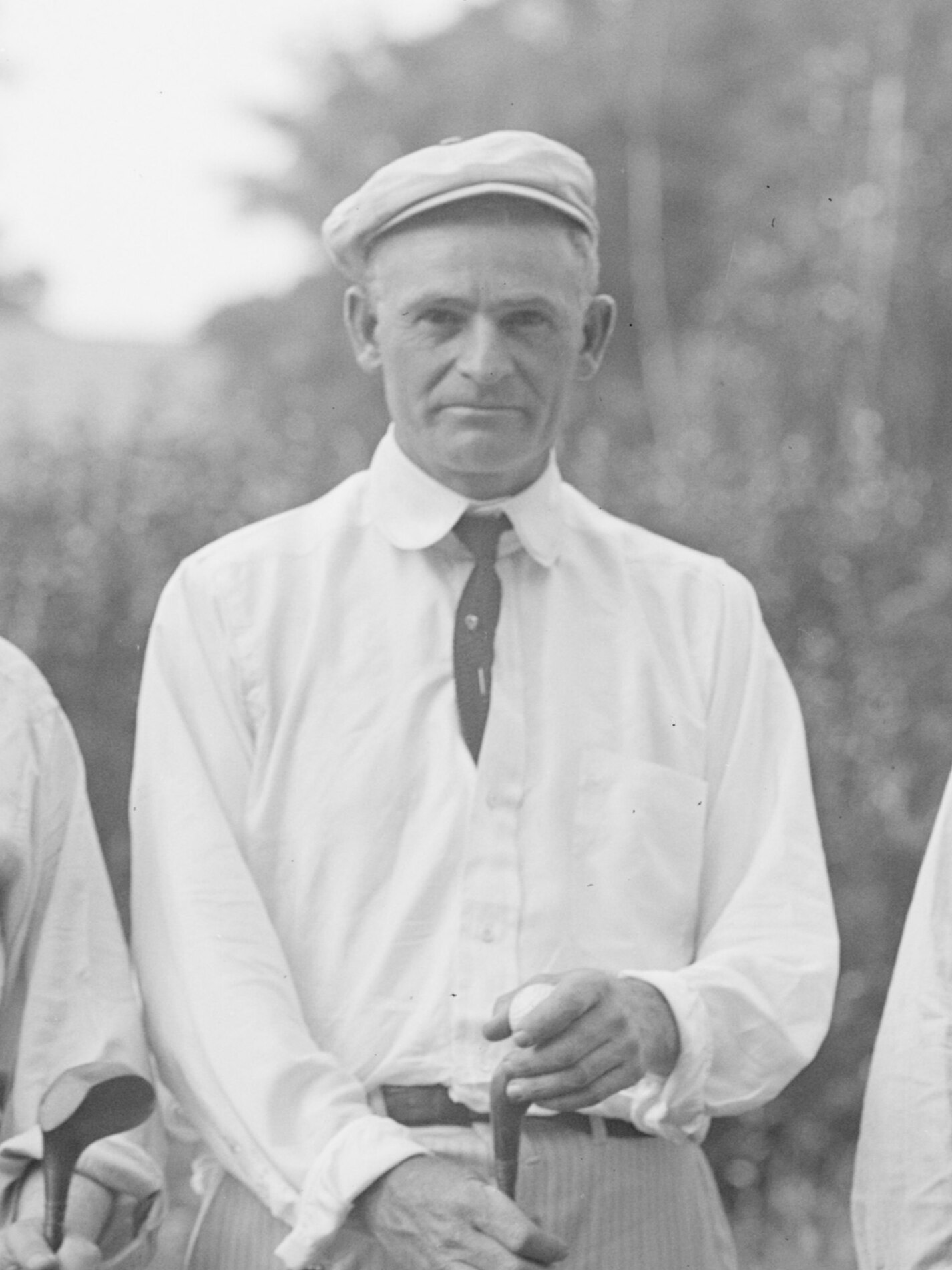
Allen Lard

Allen Lard (Lexington, Kentucky, 6 augustus 1866 - ? ) was een Amerikaanse golfer en geweermaker.

## Golfer
Hij speelde golf op de Olympische Spelen van 1904 in Saint Louis waar zijn team  brons won. 
In 1907 en 1908 won hij het North & South Amateur Golf Championship.
Lard werd later nog lid van de Chevy Chase Country Club, die in 1927 werd opgericht. 

## Geweermaker
Lard was maker van dubbelloops geweren en verzamelde zes patenten. Een van die patenten kreeg hij in 1915 op een ijzeren shaft die de hickory-houten shaft van golfstokken zou gaan vervangen. Dit werd geen succes omdat de USPGA en de R&A het gebruik van die golfclub niet wilde toestaan. Toch werden ze rond 1920 in Engeland geproduceerd en door sommigen gebruikt. De ontwikkeling was niet tegen te houden en de Bristol Steel Co. in Connecticut begon ze ook te maken, in een technisch betere versie. In 1922 werden de nieuwe clubs uitgeprobeerd en met oudere clubs met hickory shafts vergeleken door amateurkampioen Chick Evans en professionals Jock Hutchison en Laurie Ayton, onder toeziend oog van Albert Gates, de president van de Western Golf Association. In de pers werd bepleit dat met de populariteit van golf ook het gebruik van hickory groeide en dat er een tekort dreigde. Gates stond het gebruik van ijzeren shafts toe, ook op het Western Open, een van de grootste toernooien van die tijd. MacGregor was de eerste fabriek die er een serieuze oplage van maakte.